# Cộng hòa Hawaii

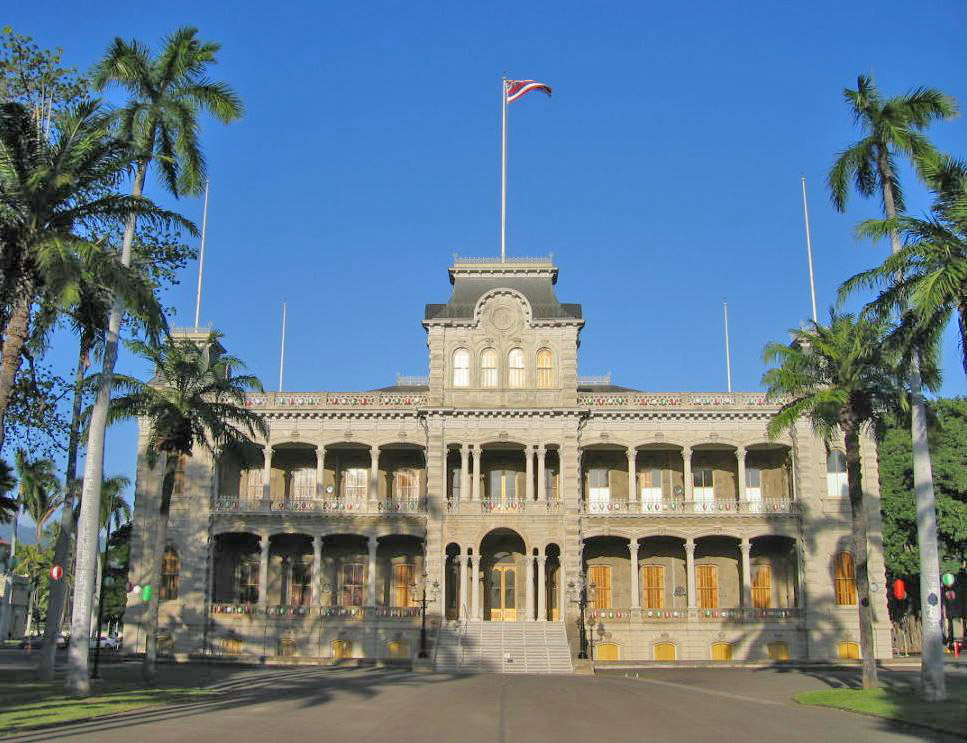
Dinh ʻIolani tại Honolulu, trước đó là nơi cư ngụ của vương triều Hawaii, là tòa nhà quốc hội của Cộng hòa Hawaiʻi.

Cộng hòa Hawaii là tên gọi chính thức của chính phủ kiểm soát Hawaiʻi từ năm 1894 đến 1898 khi nó được điều hành như một nước cộng hòa. Thời kỳ cộng hòa xảy ra giữa thời gian kết thúc Chính phủ lâm thời Hawaii ngày 4 tháng 7 năm 1894 đến việc áp dụng Giải pháp Newlands của Quốc hội Hoa Kỳ trong đó nước cộng hòa này bị sáp nhập vào Hoa Kỳ và trở thành Lãnh thổ Hawaiʻi ngày 7 tháng 7 năm 1898.
Chính phủ Cộng hòa Hawaiʻi là chính phủ đa sắc tộc. Nó gồm có người gốc châu Âu như Sanford B. Dole và Lorrin A. Thurston. Cả hai đều được sinh ra là thần dân của vương quốc Hawaii và nói thông thạo tiếng Hawaii. Dole trước đó là một thành viên dân cử của ngành lập pháp Vương quốc đến từ Koloa, Kauaʻi và là một thẩm phán tối cao pháp viện của Vương quốc. Thurston phục vụ với tư cách Bộ trưởng Nội vụ dưới thời Vua Kalākaua. Chủ tịch Hạ viện của Cộng hòa Hawaiʻi là người bản xứ Hawaii John Kaulukou. Ông từng là một người bảo hoàng và chống đối việc sáp nhập.

## Cuộc điều tra của Blount
Công việc đầu tiên của Chính phủ lâm thời sau khi thành công lật đổ Liliʻuokalani là thành lập một chính phủ lâm thời trong lúc Lorrin A. Thurston có mặt tại Washington D.C. để thương lượng việc sáp nhập với Quốc hội Hoa Kỳ. Một nhóm đề nghị Công chúa Victoria Kaʻiulani tiếp nhận quyền lực trong lúc Ủy ban an ninh có thể hoạt động như một chính phủ nhiếp chính. Vì lúc đó công chúa không có mặt tại đảo quốc, lời đề nghị này bị bác bỏ ngay lập tức.

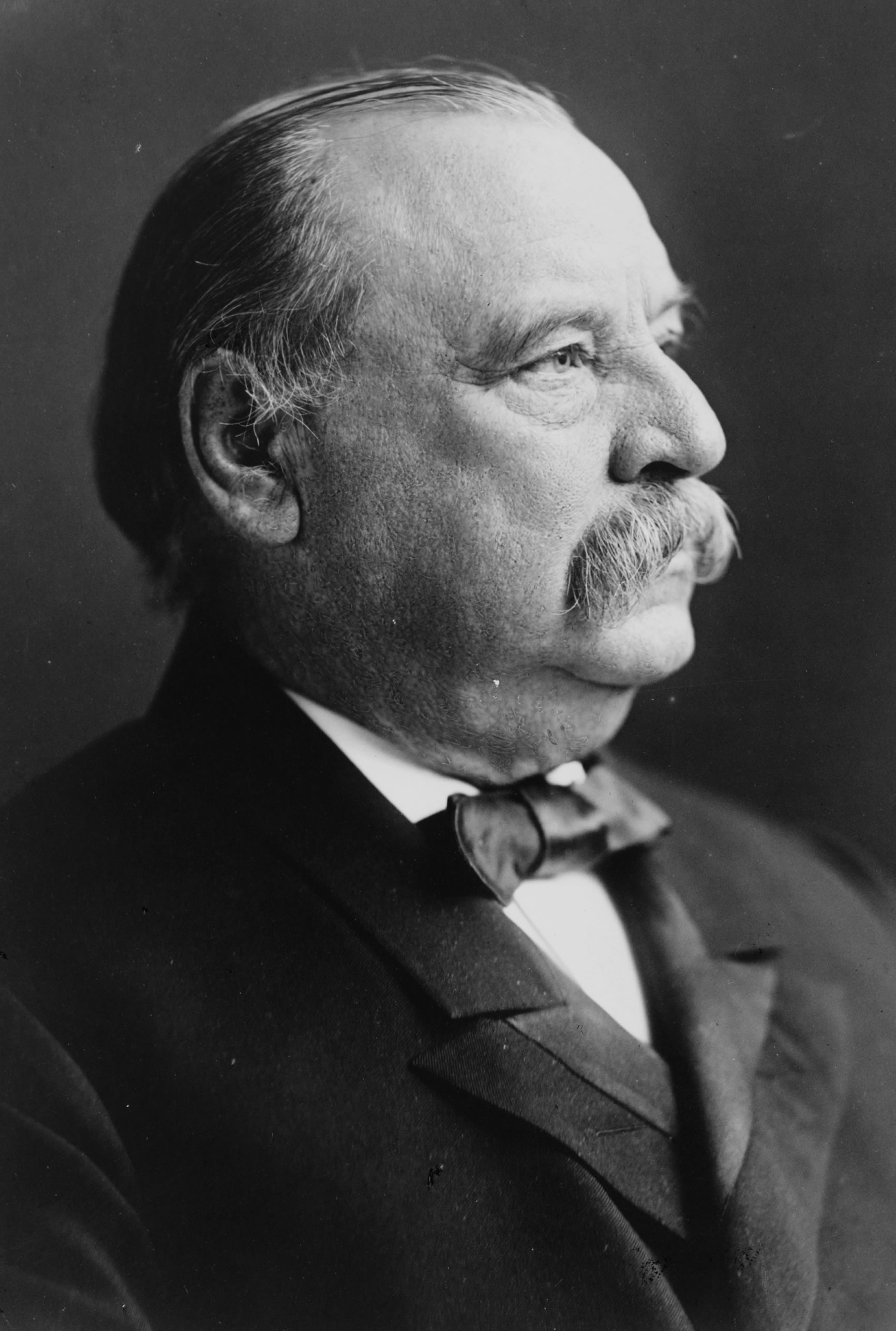
Tổng thống Grover Cleveland

Chính phủ lâm thời phải đối phó với một cú sốc lớn khi Tổng thống Hoa Kỳ Benjamin Harrison, người ủng hộ việc sáp nhập Hawaii, bị thất cử tổng thống. Grover Cleveland, một người chống đối chủ nghĩa đế quốc, tiếp nhận chức vụ tổng thống và ngay lập tức làm việc để chặn đứng hiệp ước sáp nhập. Chỉ một tháng trước khi Cleveland trở thành tổng thống, Lorrin A. Thurston đã thương lượng thành công với Quốc hội Hoa Kỳ và sau đó quốc hội chuẩn bị thông qua một hiệp ước sáp nhập. Sau khi nghe lời cầu cứu của Công chúa Victoria Kaʻiulani thay mặt cho người cô của mình đang bị giam giữ, Cleveland rút lại hiệp ước và tiến hành một cuộc điều tra về vấn đề này.
Cleveland bổ nhiệm James Henderson Blount từ Macon, Georgia với tư cách là Ủy viên tối cao và Bộ trưởng đặc trách Hawaiʻi. Sứ mệnh chính của ông là điều tra việc lật đổ chính phủ của Liliʻuokalani. Blount kết luận trong bản báo cáo của mình rằng việc lật đổ có sự giúp tay của John L. Stevens, Bộ trưởng của Hoa Kỳ đặc trách về Hawaiʻi. Ông này đã ra lệnh đổ bộ quân từ chiến hạm USS Boston. Dựa theo bản báo cáo của Blount, Cleveland phái Albert Sydney Willis của Kentucky đến Honolulu với vai trò Bộ trưởng đặc trách về Hawaiʻi với những chỉ thị bí mật. Lúc ban đầu Willis bị nữ hoàng từ khước nhưng ông được Liliʻuokalani hứa sẽ ban lệnh ân xá cho những người lật đổ. Sau khi thương lượng được lời hứa ân xá cho những người lật đổ, Willis chính thức yêu cầu giải tán Chính phủ lâm thời và tái lập chính phủ vương quốc mặc dù ông biết là quá trễ vì Tổng thống Cleveland đã đưa vấn đề này ra quốc hội. Ngày 23 tháng 12 năm 1893, Sanford B. Dole gởi thư phúc đáp Willis với lời lẻ thẳng thừng từ chối trao quyền chính phủ lâm thời cho nữ hoàng bị lật đổ.

## Cuộc điều tra Morgan
Đáp lại việc Tổng thống Cleveland nêu lên vấn đề, Thượng viện Hoa Kỳ thông qua một giải pháp cho phép Ủy ban quan hệ đối ngoại thượng viện tổ chức điều trần công khai và thẩm vấn những chứng nhân để điều tra về việc can thiệp của Hoa Kỳ trong cuộc cách mạng và cũng để điều tra xem Tổng thống Cleveland có hành xử đúng hay không khi bổ nhiệm Blount và cho ông ta nhiều quyền lực để đại diện Hoa Kỳ can thiệp vào nội bộ của Hawaiʻi mà không có sự chấp thuận của Thượng viện. Thượng nghị sĩ John Tyler Morgan làm chủ tịch cuộc điều tra.
Những sự việc tìm thấy được báo cáo trong bản báo cáo của Morgan thì trái ngược những gì Blount và Cleveland tìm thấy. Bản báo cáo này được trình lên ngày 26 tháng 2 năm 1894. Nó kết luận rằng Quân đội Hoa Kỳ vẫn giữ hoàn toàn thái độ trung lập suốt cuộc lật đổ, giải oan Bộ trưởng Stevens về việc đổ bộ quân đội, và kết luận rằng việc bổ nhiệm Blount và việc tiến hành điều tra mà không được sự chấp thuận của quốc hội là hợp với hiến pháp. Tuy nhiên, 9 thành viên của Ủy ban quan hệ đối ngoại thượng viện, những người đã nộp báo cáo này, đã không đồng ý với nhau về kết luận cuối cùng, và bản tóm tắt hành chánh chỉ được một mình Morgan ký tên..
Theo sau bản báo cáo Morgan, và Giải pháp Turpie ngày 31 tháng 5 năm 1894 mà trong đó Quốc hội Hoa Kỳ nghiêm cấm bất cứ sự can thiệp nào nữa của tổng thống và viên chức chính phủ chống lại Chính phủ Lâm thời Hawaiʻi,Tổng thống Cleveland chính thức công nhận Chính phủ Lâm thời.

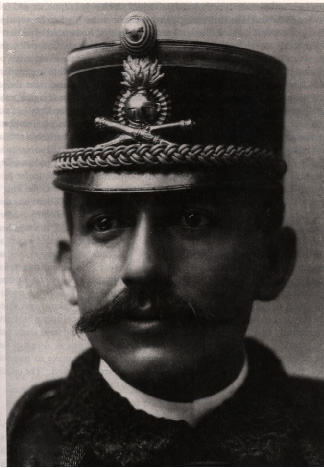
Robert William Wilcox

## Thiết lập nền cộng hòa
Chính phủ Lâm thời sợ rằng Tổng thống Grover Cleveland có thể tiếp tục can thiệp vào chuyện nội bộ của Hawaiʻi bằng cách tái lập nền quân chủ. Chính phủ Lâm thời cũng nhận thấy rằng sẽ không có việc sáp nhập Hawaii vào Hoa Kỳ cho đến khi nhiệm kỳ tổng thống của Grover Cleveland chấm dứt vì thế họ thiết lập một chính phủ lâu dài hơn cho quốc gia độc lập Hawaiʻi. Vì vậy Chính phủ Lâm thời kêu gọi tổ chức một hội nghị hiến pháp ngày 30 tháng 5 năm 1894. Hội nghị hiến pháp thảo ra một hiến pháp cho một nước Cộng hòa Hawaiʻi. Cộng hòa Hawaiʻi được tuyến bố vào ngày 4 tháng 7 năm 1894 tại Aliʻiōlani Hale. Sanford B. Dole trở thành tổng thống Hawaii.

## Cuộc nổi loạn của Wilcox năm 1895
Nhà cách mạng Hawaii Robert William Wilcox đã lãnh đạo một số cuộc nổi loạn nhằm tái lập nền quân chủ Hawaii. Ông lãnh đạo một đạo quân gồm 150 người Hawaii, người châu Âu và người Trung Hoa trong một cuộc nổi loạn năm 1889. Wilcox bị bắt xử tội nhưng được phóng thích vì bồi thẩm đoàn không thấy ông làm gì có tội. Năm 1895, Wilcox tham gia vào một cuộc nổi loạn khác, lần này là lật đổ Cộng hòa Hawaiʻi và tái lập Liliʻuokalani lên nắm quyền lực. Những người bảo hoàng đổ bộ một chuyến hàng gồm vũ khí và đạn dược từ San Francisco, California ở một vị trí bí mật tại Honolulu. Tại đây vào ngày 6 tháng 1 năm 1895, một đại đội quân bảo hoàng tụ họp thảo ra kế hoạch chiếm các tòa nhà chính phủ một cách bất ngờ. Một cuộc đụng đầu với một tiểu đội cảnh sát làm náo động Honolulu và các kế hoạch bị bãi bỏ khi những người bảo hoàng bị đánh tan nhanh chóng. Wilcox ẩn núp mấy ngày trong vùng đồi núi trước khi bị bắt. Con trai của một người ủng hộ sáp nhập bị giết chết. Một số các cuộc tập kích khác xảy ra trong suốt tuần kế tiếp với kết quả là những người âm mưu chủ chốt và những người theo họ bị bắt. Chính phủ cho là đã tìm thấy vũ khí, đạn dược và các chứng cớ tài liệu quan trọng ở Washington Place là nơi cư ngụ cá nhân của Liliʻuokalani. Điều đó chứng tỏ rằng bà có liên quan đến âm mưu lật đổ.

## Vụ xử án Liliʻuokalani

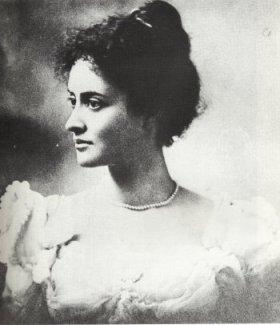
Công chúa Victoria Kaʻiulani.

Cộng hòa Hawaii đưa cựu nữ hoàng của mình ra xét xử. Phía công tố đã diện lý do Liliʻuokalani đã thực hiện hành vi "bao che cho tội phạm phản quốc" vì cho rằng bà biết rằng vũ khí và bom được tìm thấy trong phòng nơi cư ngụ của bà ở Washington Place là dành cho Wilcox âm mưu chống cách mạng. Bà bị kết án 5 năm tù khổ sai và 10.000 đô la tiền phạt. Nhưng bà đã thi hành án tù tại phòng ngủ nhỏ ở Dinh ʻIolani nơi bà có một người hầu nữ và "công việc khổ sai" của bà gồm có sáng tác nhạc và may một cái mền để chống đối có hình tượng hoàng gia. Sau tám tháng tù, bà được Tổng thống Sanford B. Dole cho phép về sống tại Washington Place. Một năm sau đó bà được ân xá hoàn toàn gồm có việc tự do đi lại. Tổng thống Dole cấp cho bà một hộ chiếu để "đi thăm bạn bè" ở Washington D.C. Tuy nhiên, bà dùng dịp này để vận động Thượng viện Hoa Kỳ vào năm 1897 chống lại việc sáp nhập.

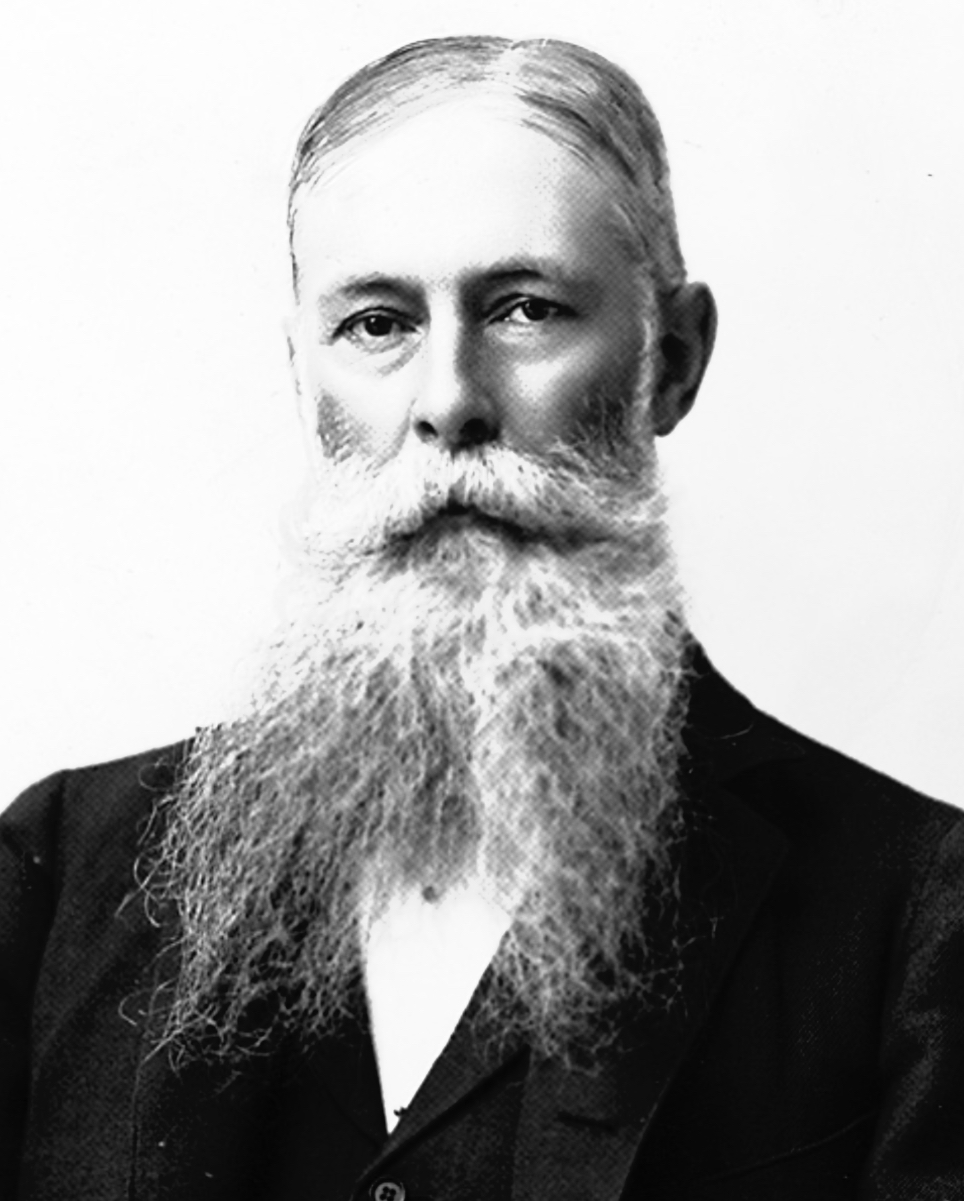
Sanford B. Dole, cựu cố vấn của Nữ hoàng Liliʻuokalani, Tổng thống và sau đó là Thống đốc Hawaiʻi

## Giải thể Cộng hòa
Khi sau khi William McKinley tuyên thệ nhận chức tổng thống Hoa Kỳ ngày 4 tháng 3 năm 1897, Cộng hòa Hawaiʻi tiếp tục thương lượng để được sáp nhập và sự việc này kéo dài cho đến mùa hè năm 1898. Vào thời gian này, Tổng thống McKinley thấy quần đảo này có một vị thế chiến lược như đã cho thấy trong cuộc Chiến tranh Tây Ban Nha-Mỹ. Ngày 16 tháng 6 năm đó, một hiệp ước mới về sáp nhập đã được ký kết. Khi Thượng viện Hoa Kỳ trông có vẻ khó quyết định thông qua hiệp ước này, những thành viên ủng hộ sự sáp nhập đã tiến hành những phương sách cựu đoan bằng việc thông qua Giải pháp Newlands qua đó việc nhượng lại được chấp thuận, thông qua và xác nhận với tỉ lệ biểu quyết 42-21. Hạ viện Hoa Kỳ chập thuận Giải pháp Newlands với tỉ lệ 209-91. McKinley ký thành luật ngày 7 tháng 7 năm 1898. Lễ chính thức chuyển quyền xảy ra vào ngày 12 tháng 8 năm 1898 với việc treo cờ Hoa Kỳ trên Dinh ʻIolani.